# Helge Lindqvist
Helge Oskar Wilhelm Lindqvist, född 18 december 1913 i Virbo, Misterhults församling, Kalmar län, död 1 juli 1967 i Döderhults församling, Kalmar län var en svensk målare och tecknare.
Han var son till gasmästaren Sven Oskar Lindqvist och Edit Kristina Werling samt från 1954 gift med Else Torp. Han studerade vid Arvid Källströms målarskola i Oskarshamn 1940-1945 och vid Académie de la Grande Chaumière i Paris 1947 samt genom självstudier under resor till bland annat Italien, Frankrike, Spanien och de nordiska länderna. Tillsammans med Källströmsgruppen ställde han ut i Kalmar, Växjö, Eskilstuna, Jönköping med flera platser. Han var också representerad på Salon des Réalités Nouvelle i Paris 1952. Separat ställde han ut i Oskarshamn. Hans konst består av stilleben, landskapsskildringar och ett nonfigurativt måleri. Han arbetade även med serigrafi, collage samt glasmosaik. Lindqvist är representerad vid Kalmar konstmuseum.